# Kilgraston House

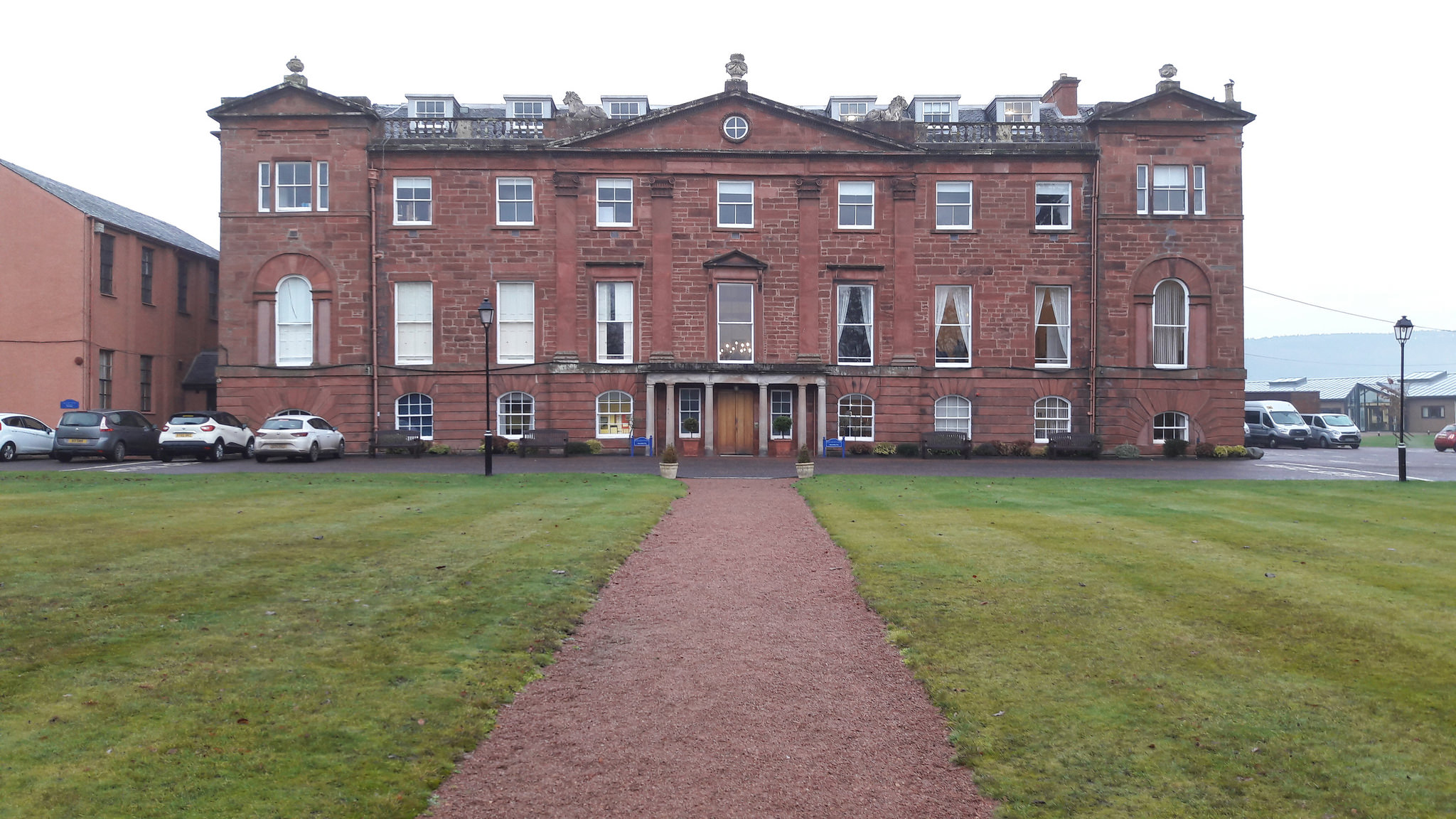
Kilgraston House

Kilgraston House ist ein Herrenhaus in der schottischen Ortschaft Bridge of Earn in der Council Area Perth and Kinross. 1971 wurde das Bauwerk in die schottischen Denkmallisten in der höchsten Denkmalkategorie A aufgenommen.

## Beschreibung
John Grant erwarb das Anwesen im Jahre 1784 von der Familie Craigie. Für den Entwurf zeichnet der Eigentümer Francis Grant verantwortlich. Vermutlich wurde er jedoch professionell unterstützt. Auf einer Landkarte aus dem Jahre 1794 ist Kilgraston House erstmals verzeichnet.
Kilgraston House steht am Südwestrand von Bridge of Earn. Stilistisch weist das Herrenhaus Parallelen zur Architektur Robert Adams auf. Das klassizistische Kilgraston House weist jedoch auch gotische Motive auf. Sein Mauerwerk besteht aus grob zu Quadern behauenem Bruchstein. Die südexponierte Hauptfassade des zweistöckigen Gebäudes ist neun Achsen weit. Im Bereich des Erdgeschosses ist das Mauerwerk rustiziert. Mittig tritt ein dorischer Portikus heraus. Darüber erstrecken sich vier korinthische Pilaster bis an den abschließenden Dreiecksgiebel. Die Eckrisalite sind mit schmalen dorischen Pilastern und venezianischen Fenstern ausgeführt.